# Clathria koreana
Clathria koreana är en svampdjursart som beskrevs av Thomas Robertson Sim och Lee 1998. Clathria koreana ingår i släktet Clathria och familjen Microcionidae.
Artens utbredningsområde är havet utanför Sydkorea. Inga underarter finns listade i Catalogue of Life.